# By the Way, I Forgive You
By the Way, I Forgive You là album phòng thu thứ sáu của Brandi Carlile, phát hành vào ngày 16 tháng 2 năm 2018. "The Joke" được phát hành thành đĩa đơn mở đường cho album. Album được đồng sản xuất bởi Dave Cobb và Shooter Jennings. Bìa album là một bức tranh nguyên tác của Scott Avett. Album chiến thắng một giải Grammy ở hạng mục Album nhạc Americana xuất sắc nhất và nhận được đề cử ở hạng mục Album của năm vào năm 2019.

## Quảng bá

### Đĩa đơn
Đĩa đơn mở đường của album, "The Joke", được phát hành vào ngày 13 tháng 11 năm 2017. Về bài hát, Carlile nói, "Có rất nhiều người cảm thấy mình bị miêu tả sai [ngày nay]...có quá nhiều người cảm thấy không được yêu thương. Những chàng trai thì cảm thấy mình bị cho là không quan trọng và bị ép buộc trong những khuôn khổ kì dị của sự nam tính mà họ có hoặc không nằm trong đó... có nhiều người đàn ông và chàng trai là những người chuyển giới, hoặc khuyết tật, hoặc cảm thấy xấu hổ. Những cô gái nhỏ mà từng cảm thấy quá phấn khích về cuộc bầu cử gần đây, và hiện đang phải đối mặt với một hệ quả xấu. Bài hát dành cho những người cảm thấy bị mô tả sai, không được yêu thương hoặc không hợp pháp." Video âm nhạc cho bài hát ra mắt vào ngày 16 tháng 2 năm 2018, cùng ngày với ngày phát hành của By the Way, I Forgive You. Cựu tổng thống Hoa Kỳ Barack Obama cho biết bài hát là một trong số những bài hát yêu thích của ông trong năm 2017. "The Joke" sau đó đạt đến vị trí thứ 4 trên bảng xếp hạng Adult Alternative Songs và vị trí thứ 43 trên bảng xếp hạng Hot Rock Songs.
Một bản phối lại ca khúc "Party of One" hợp tác với nam ca sĩ-người viết bài hát người Anh Sam Smith được phát hành thành đĩa đơn thứ hai vào ngày 17 tháng 10 năm 2018. Sau khi phát hành, có thông báo cho biết một phần lợi nhuận của bài hát sẽ được quyên góp cho Children In Conflict, một tổ chức phi lợi nhuận giúp đỡ trẻ em bị ảnh hưởng bởi chiến tranh. Bài hát đạt đến vị trí thứ 29 trên bảng xếp hạng phát thanh Adult Contemporary. Một video âm nhạc cho phiên bản trong album của bài hát, với diễn viên chính là Elisabeth Moss, ra mắt vào tháng 12 năm 2018.

### Biểu diễn trên truyền hình và phát thanh
Carlile xuất hiện vài lần trên truyền hình để quảng bá cho album và các đĩa đơn. Tháng 1 năm 2018, Carlile biểu diễn "The Joke" trong chương trình Jimmy Kimmel Live!. Vào tháng 4, cô biểu diễn "The Joke" và "Whatever You Do" trong The Late Show with Stephen Colbert và "The Joke" trong The Howard Stern Show. Trong tháng 8, cô biểu diễn "Hold Out Your Hand" trong chương trình Full Frontal with Samantha Bee.

## Sáng tác
Bài hát "The Mother" tưởng niệm con gái của Carlile.

## Tiếp nhận phê bình
| Đánh giá chuyên môn   | Đánh giá chuyên môn |
| Điểm trung bình       | Điểm trung bình     |
| Nguồn                 | Đánh giá            |
| --------------------- | ------------------- |
| AnyDecentMusic?       | 7,5/10              |
| Metacritic            | 81/100              |
| Nguồn đánh giá        |                     |
| Nguồn                 | Đánh giá            |
| AllMusic              | [ 25 ]              |
| The Austin Chronicle  | [ 26 ]              |
| The A.V. Club         | A−                  |
| Financial Times       | [ 28 ]              |
| Paste                 | 8,9/10              |
| Pitchfork             | 6,9/10              |
| Rolling Stone         | [ 1 ]               |
| Slant Magazine        | [ 31 ]              |
| Uncut                 | 6/10                |
| Vice (Expert Witness) | [ 33 ]              |

By the Way, I Forgive You nhận được hầu hết những đánh giá tích cực từ các nhà phê bình âm nhạc. Trên Metacritic, một trang đưa ra số điểm chuẩn trên thang 100 dựa trên các bài đánh giá của các xuất bản phẩm phổ biến, album nhận được điểm trung bình là 81 dựa trên 10 bài đánh giá, tương ứng với nhận xét "được tán dương rộng rãi."
Rolling Stone gọi album là một "tuyệt tác tinh xảo".

### Giải thưởng
| Năm  | Hiệp hội                        | Hạng mục                                      | Tác phẩm được đề cử       | Kết quả   |
| ---- | ------------------------------- | --------------------------------------------- | ------------------------- | --------- |
| 2018 | Americana Music Honors & Awards | Album của năm                                 | Brandi Carlile            | Đề cử     |
| 2018 | Americana Music Honors & Awards | Bài hát của năm                               | "The Joke"                | Đề cử     |
| 2018 | Americana Music Honors & Awards | Album của năm                                 | By the Way, I Forgive You | Đề cử     |
| 2018 | Giải UK Americana               | Album quốc tế của năm                         | By the Way, I Forgive You | Đề cử     |
| 2018 | Giải UK Americana               | Ca khúc quốc tế của năm                       | "The Joke"                | Đoạt giải |
| 2019 | Giải Grammy                     | Album của năm                                 | By the Way, I Forgive You | Đề cử     |
| 2019 | Giải Grammy                     | Album nhạc Americana xuất sắc nhất            | By the Way, I Forgive You | Đoạt giải |
| 2019 | Giải Grammy                     | Ghi âm của năm                                | "The Joke"                | Đề cử     |
| 2019 | Giải Grammy                     | Bài hát của năm                               | "The Joke"                | Đề cử     |
| 2019 | Giải Grammy                     | Bài hát nhạc truyền thống Mỹ xuất sắc nhất    | "The Joke"                | Đoạt giải |
| 2019 | Giải Grammy                     | Trình diễn nhạc truyền thống Mỹ xuất sắc nhất | "The Joke"                | Đoạt giải |

## Danh sách bài hát
Tất cả các ca khúc được viết bởi Brandi Carlile, Phil Hanseroth và Tim Hanseroth trừ "The Joke" được viết bởi Carlile, Dave Cobb, Phil Hanseroth và Tim Hanseroth.
| STT              | Nhan đề                       | Thời lượng |
| ---------------- | ----------------------------- | ---------- |
| 1.               | "Every Time I Hear That Song" | 4:01       |
| 2.               | "The Joke"                    | 4:39       |
| 3.               | "Hold Out Your Hand"          | 4:22       |
| 4.               | "The Mother"                  | 3:17       |
| 5.               | "Whatever You Do"             | 4:07       |
| 6.               | "Fulton County Jane Doe"      | 4:43       |
| 7.               | "Sugartooth"                  | 4:28       |
| 8.               | "Most of All"                 | 3:51       |
| 9.               | "Harder to Forgive"           | 4:06       |
| 10.              | "Party of One"                | 5:47       |
| Tổng thời lượng: | Tổng thời lượng:              | 43:25      |

## Xếp hạng

### Xếp hạng tuần
| Bảng xếp hạng (2018)                | Vị trí cao nhất |
| ----------------------------------- | --------------- |
| Album Canada (Billboard)            | 27              |
| Album Thụy Sĩ (Schweizer Hitparade) | 13              |
| Hoa Kỳ Billboard 200                | 5               |
| Album Hoa Kỳ Folk (Billboard)       | 1               |
| Album Hoa Kỳ Top Rock (Billboard)   | 1               |